# Myštice
Myštice är en ort i Tjeckien.   Den ligger i regionen Södra Böhmen, i den centrala delen av landet, 80 km söder om huvudstaden Prag. Myštice ligger 456 meter över havet och antalet invånare är 271. Den ligger vid sjön Labuť.
Terrängen runt Myštice är platt. Runt Myštice är det ganska glesbefolkat, med 34 invånare per kvadratkilometer. Närmaste större samhälle är Blatná, 7,1 km väster om Myštice. Trakten runt Myštice består till största delen av jordbruksmark.